# Boe-OFT

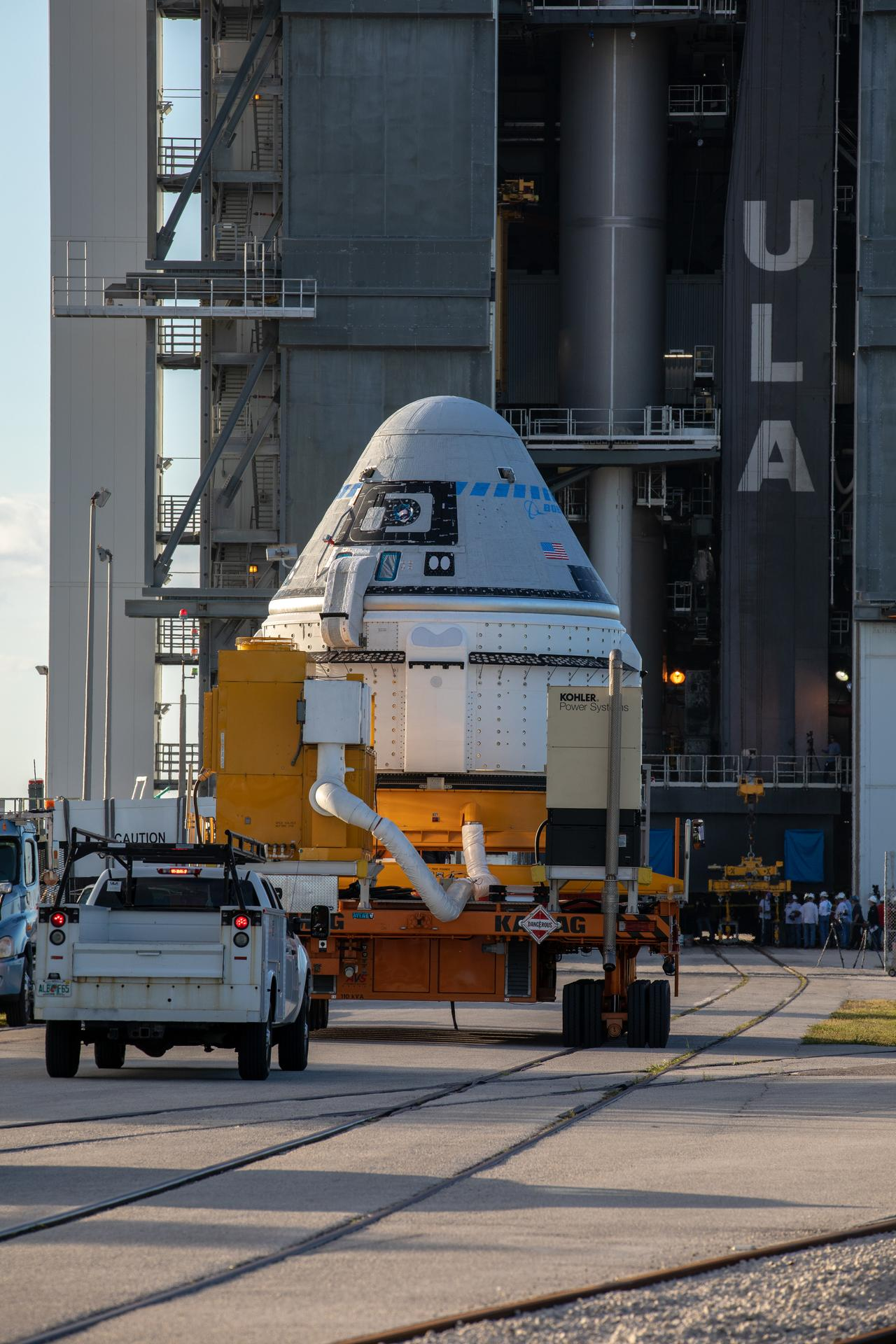
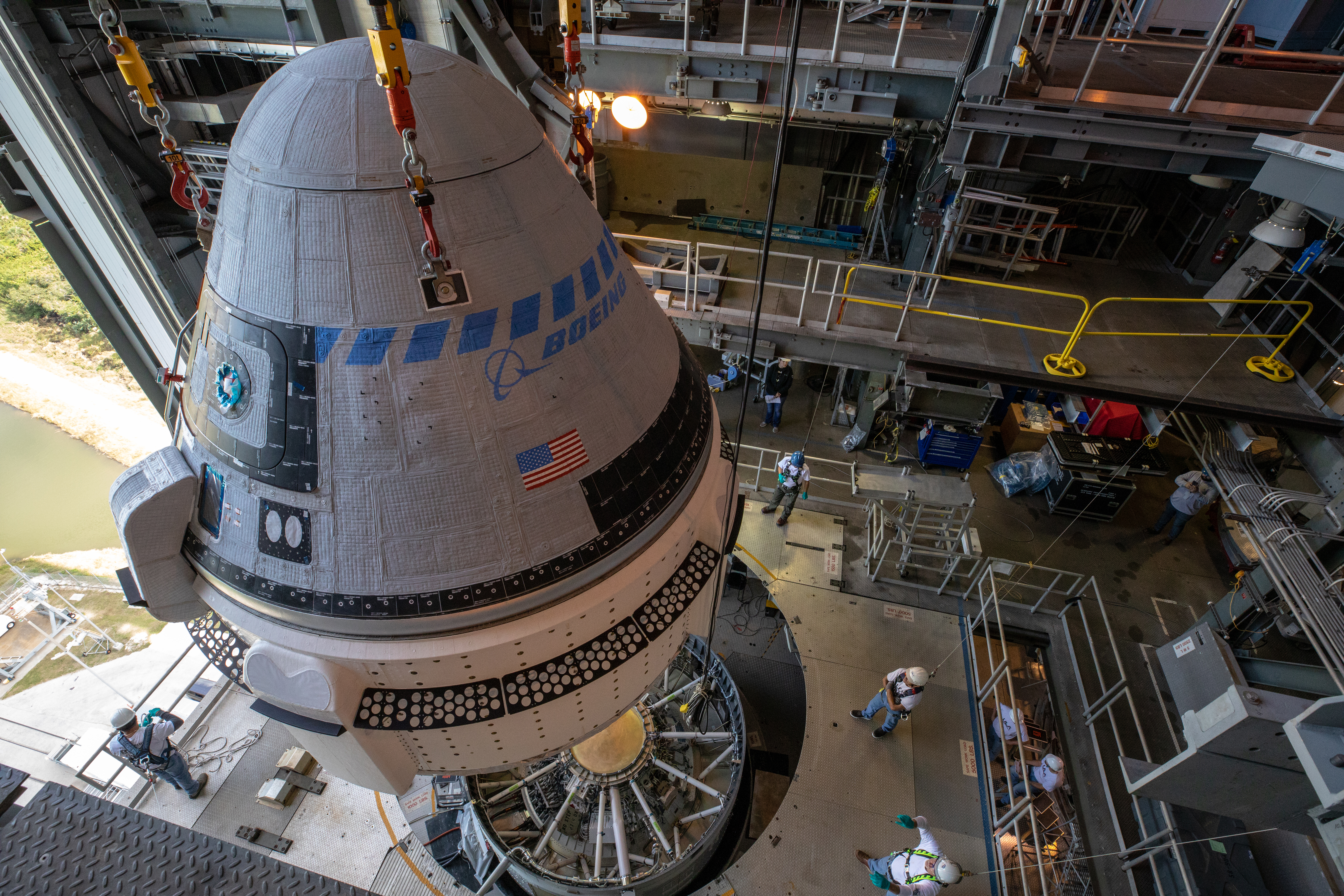
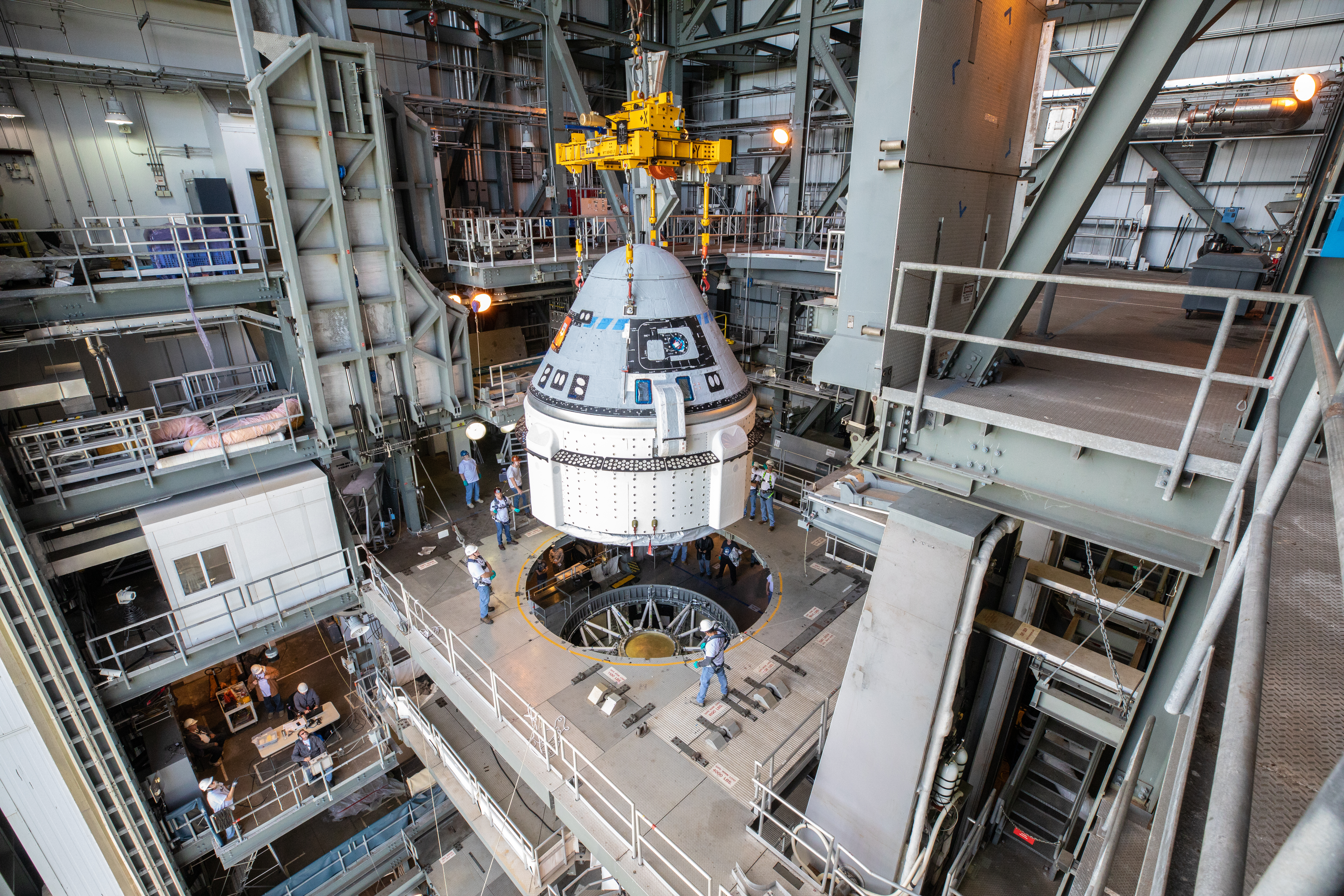

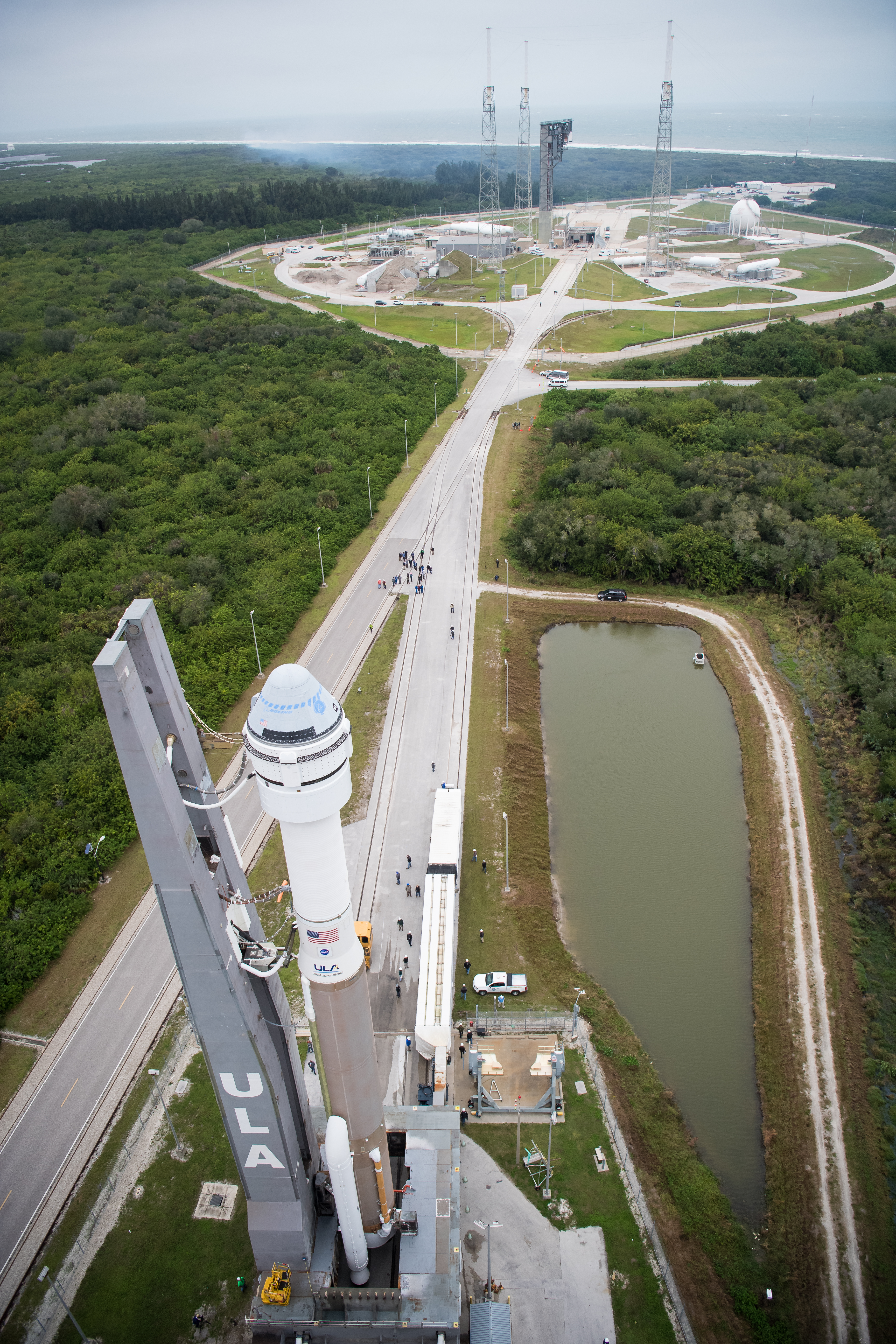
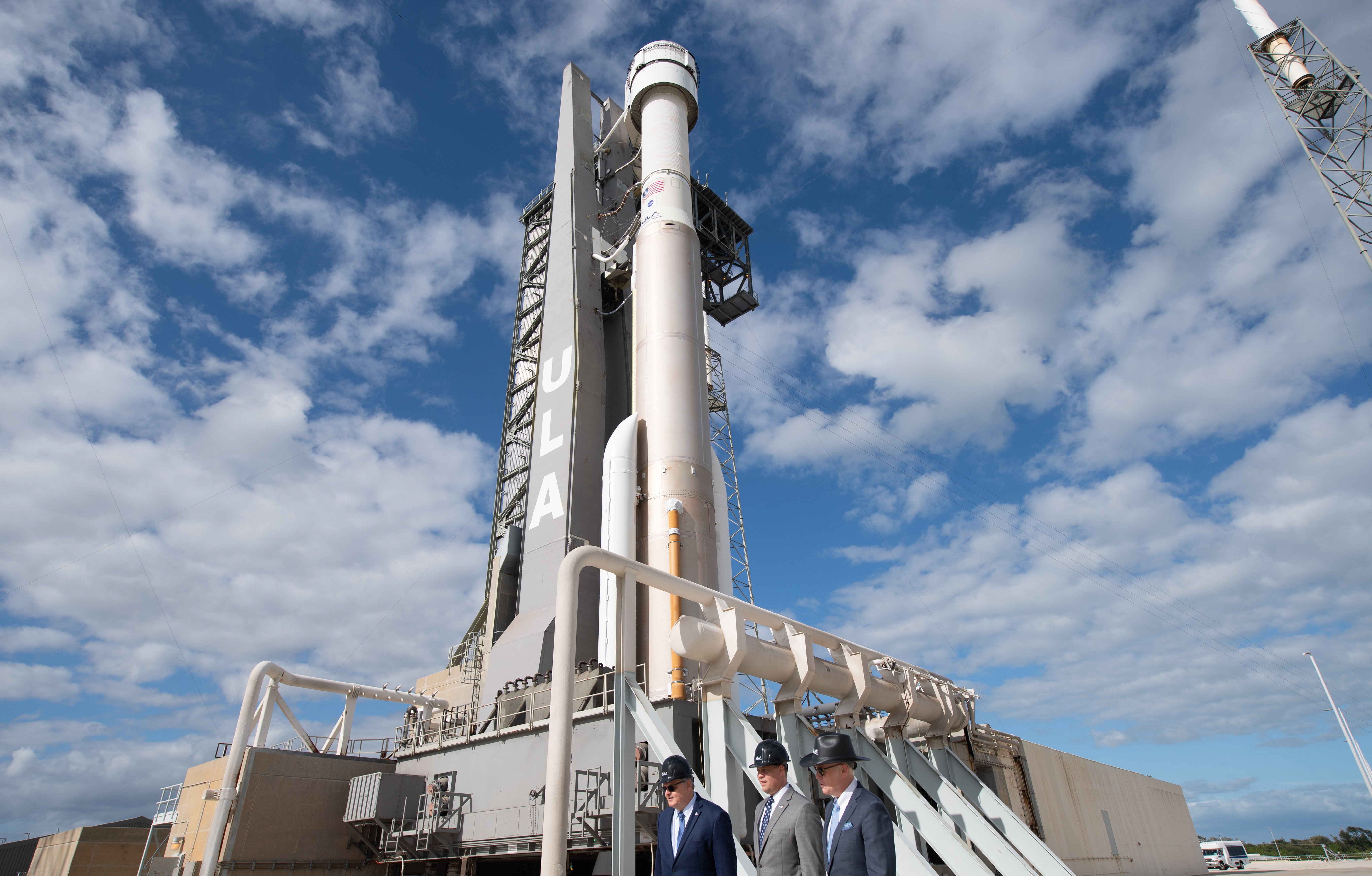
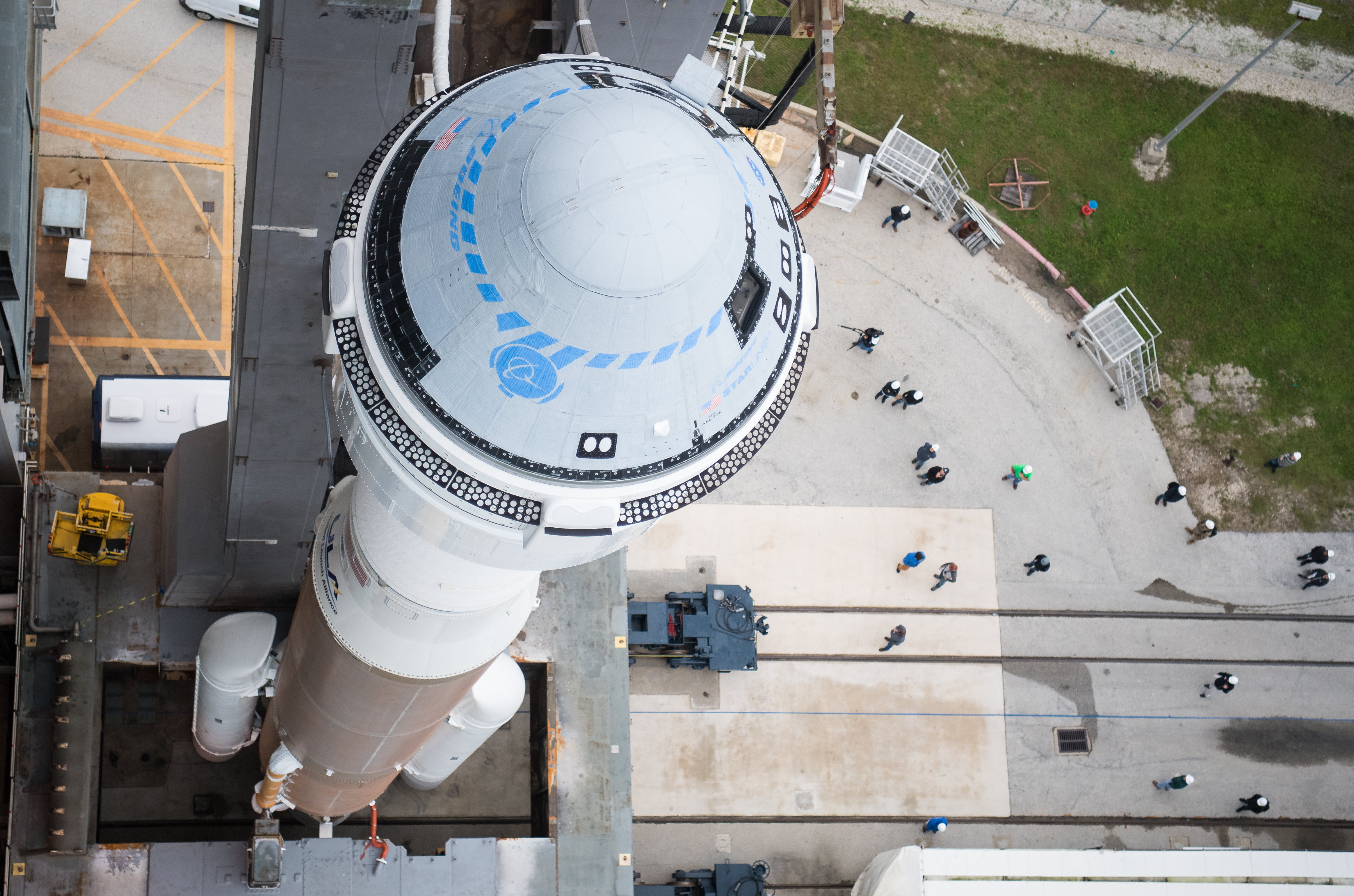

Boe-OFT (Boeing Orbital Flight Test) — первый тестовый полёт пилотируемого космического корабля Starliner компании Boeing к Международной космической станции, без экипажа на борту. Полёт выполнен в рамках программы NASA по разработке коммерческих пилотируемых кораблей Commercial Crew Program.

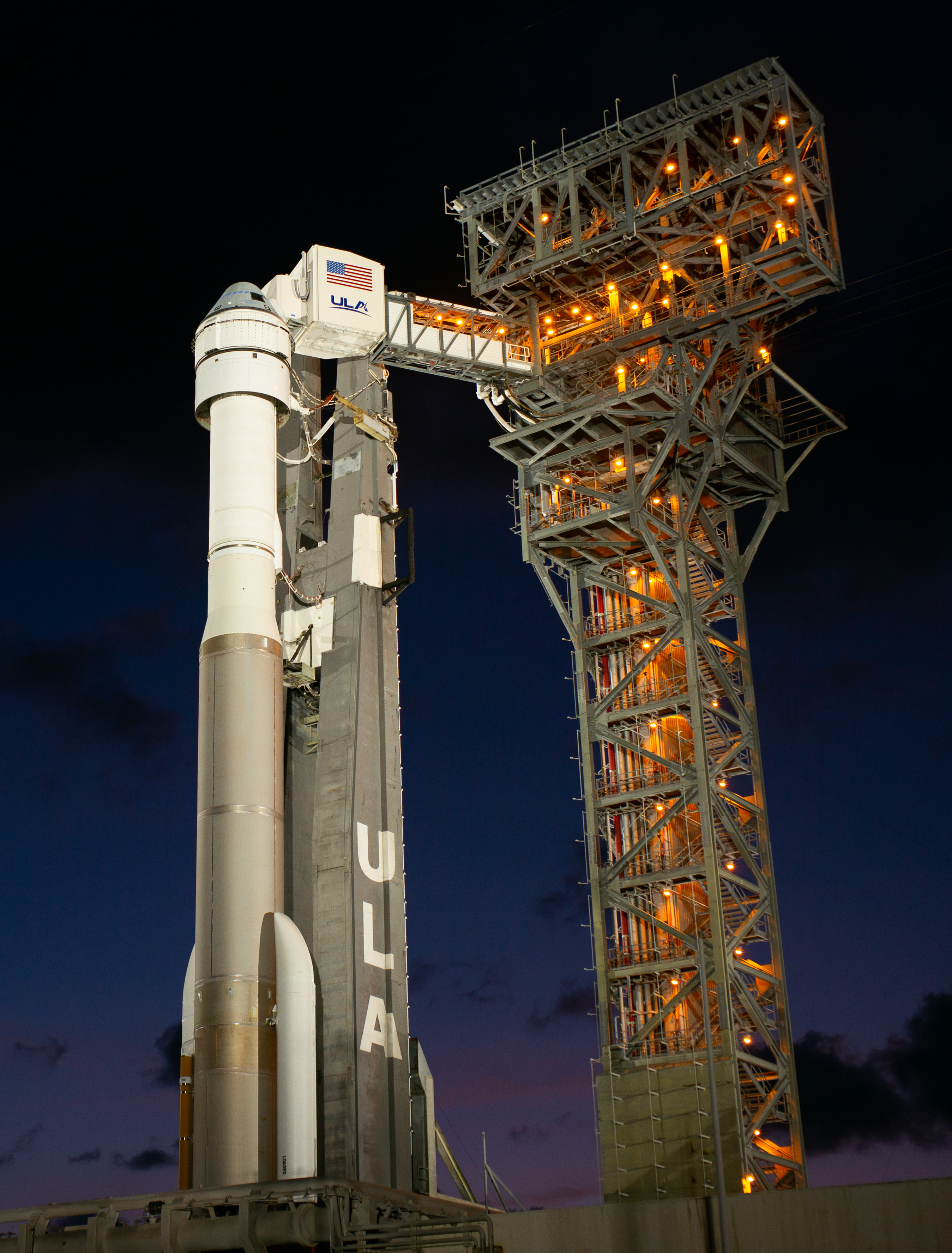
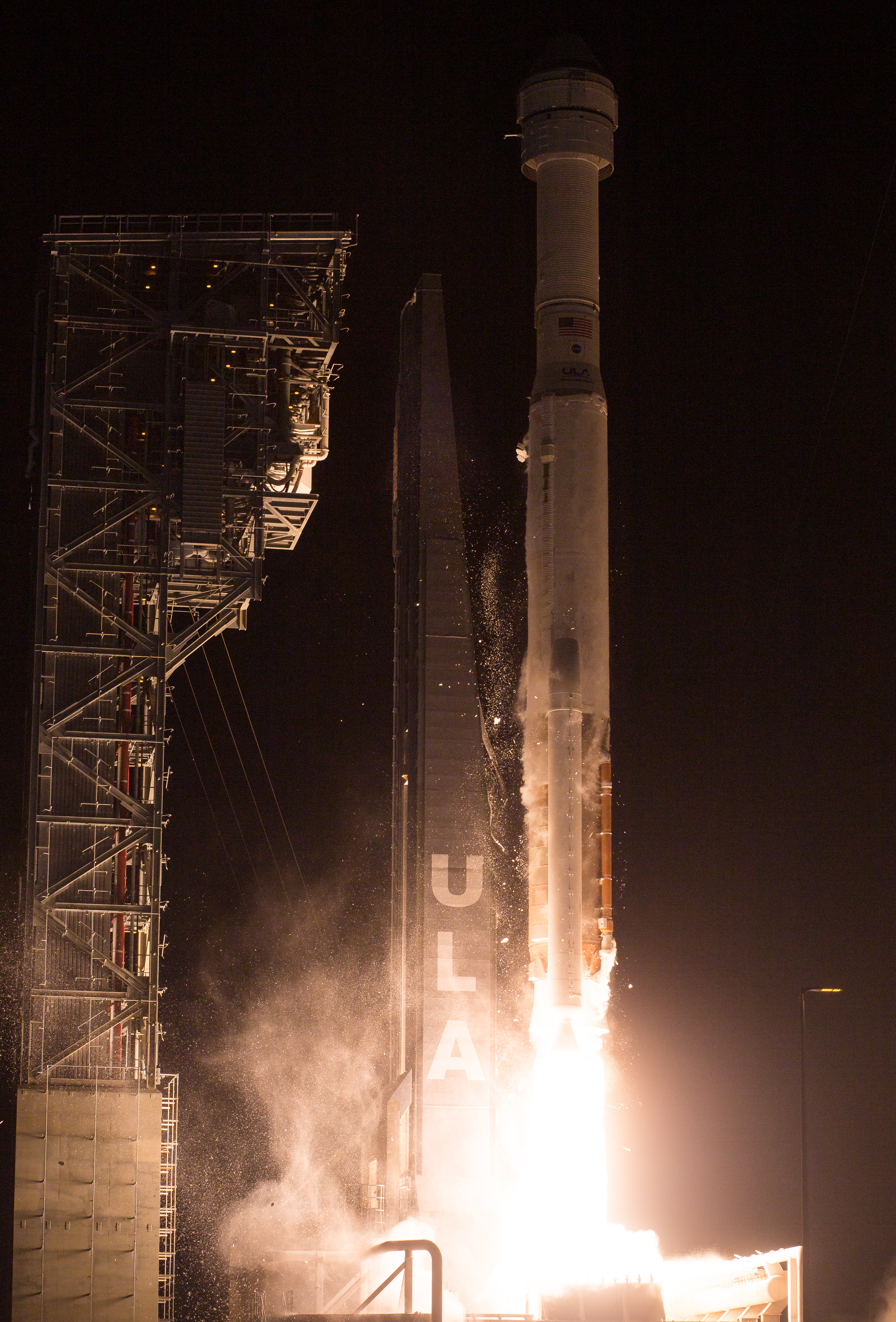
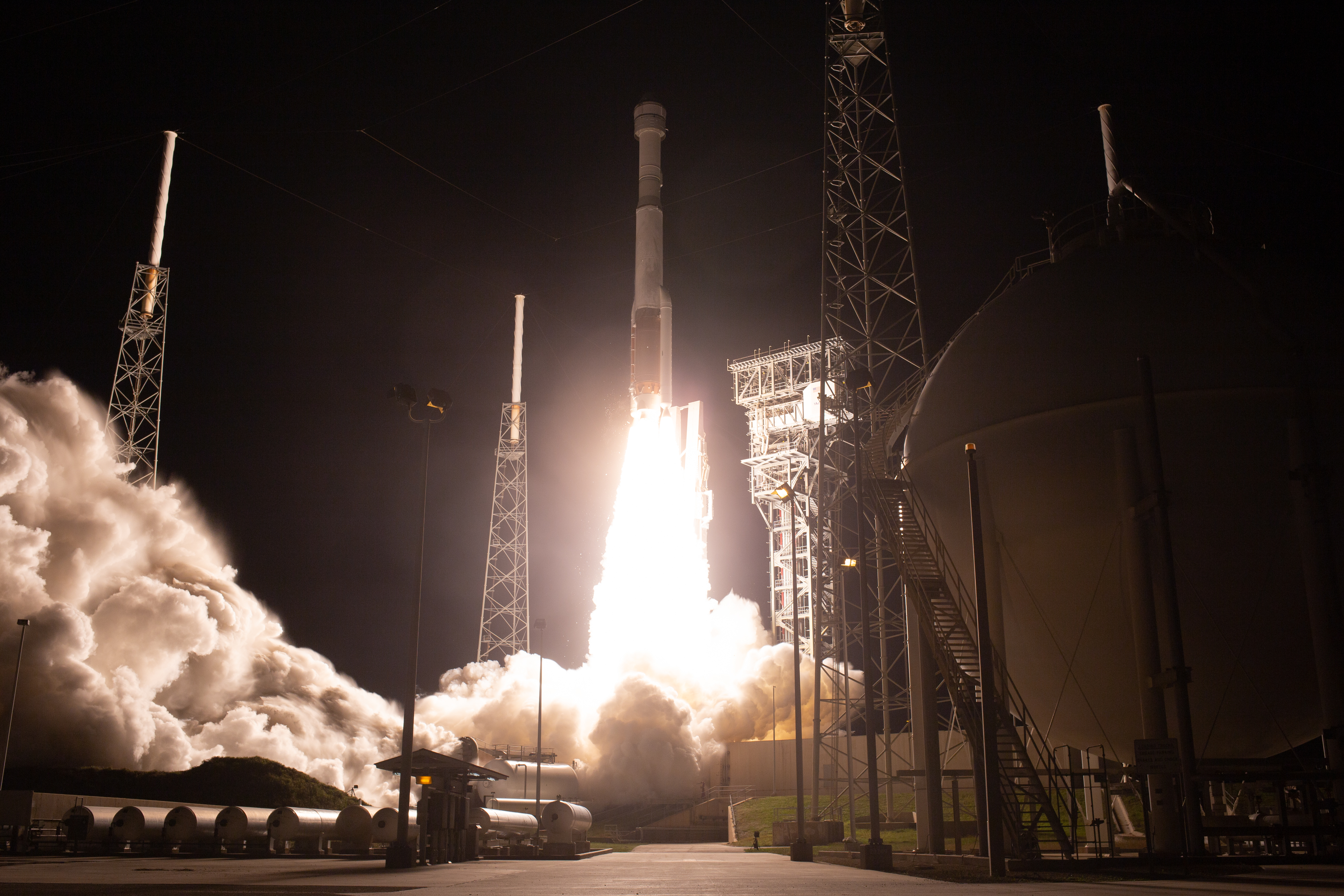

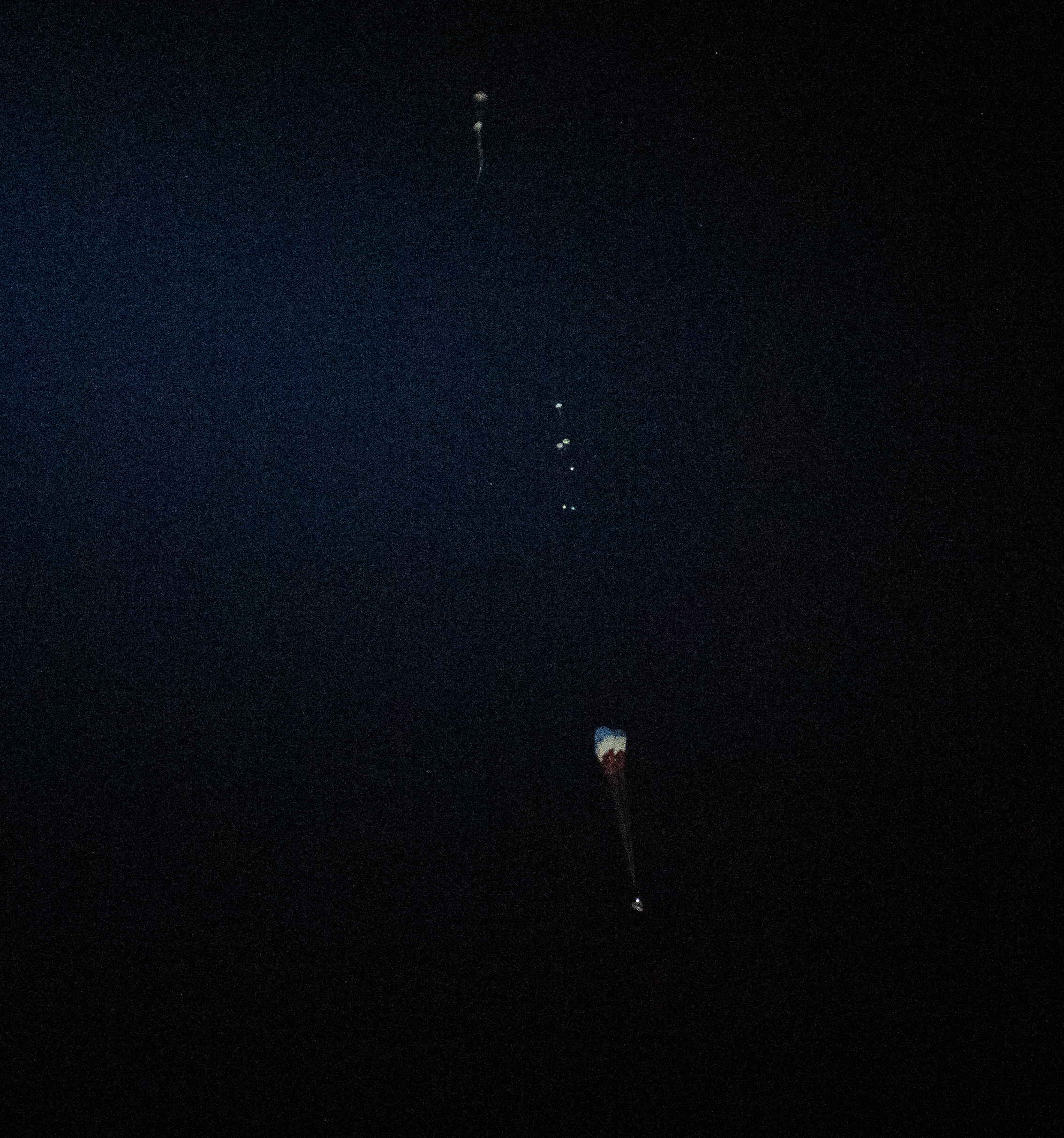
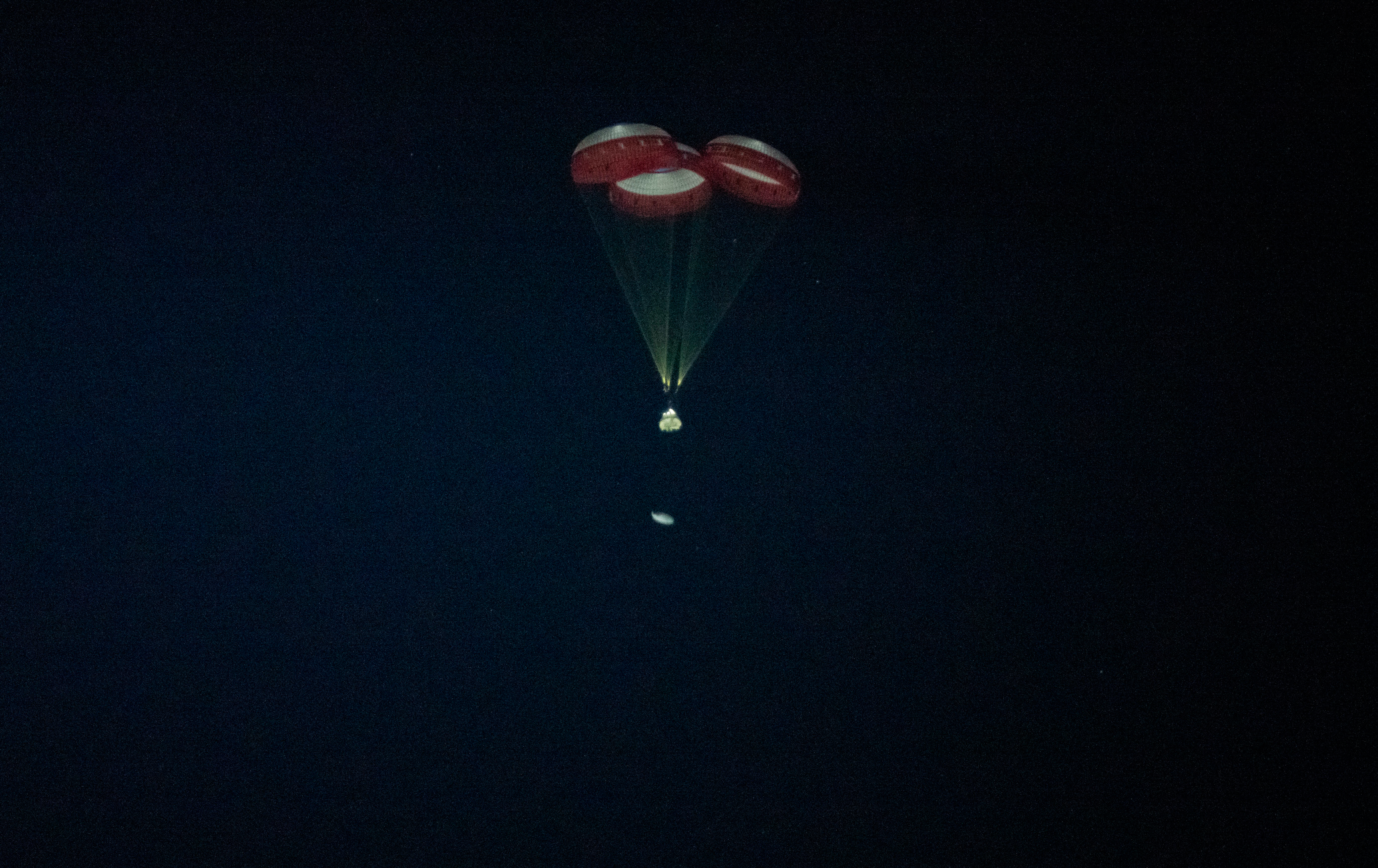
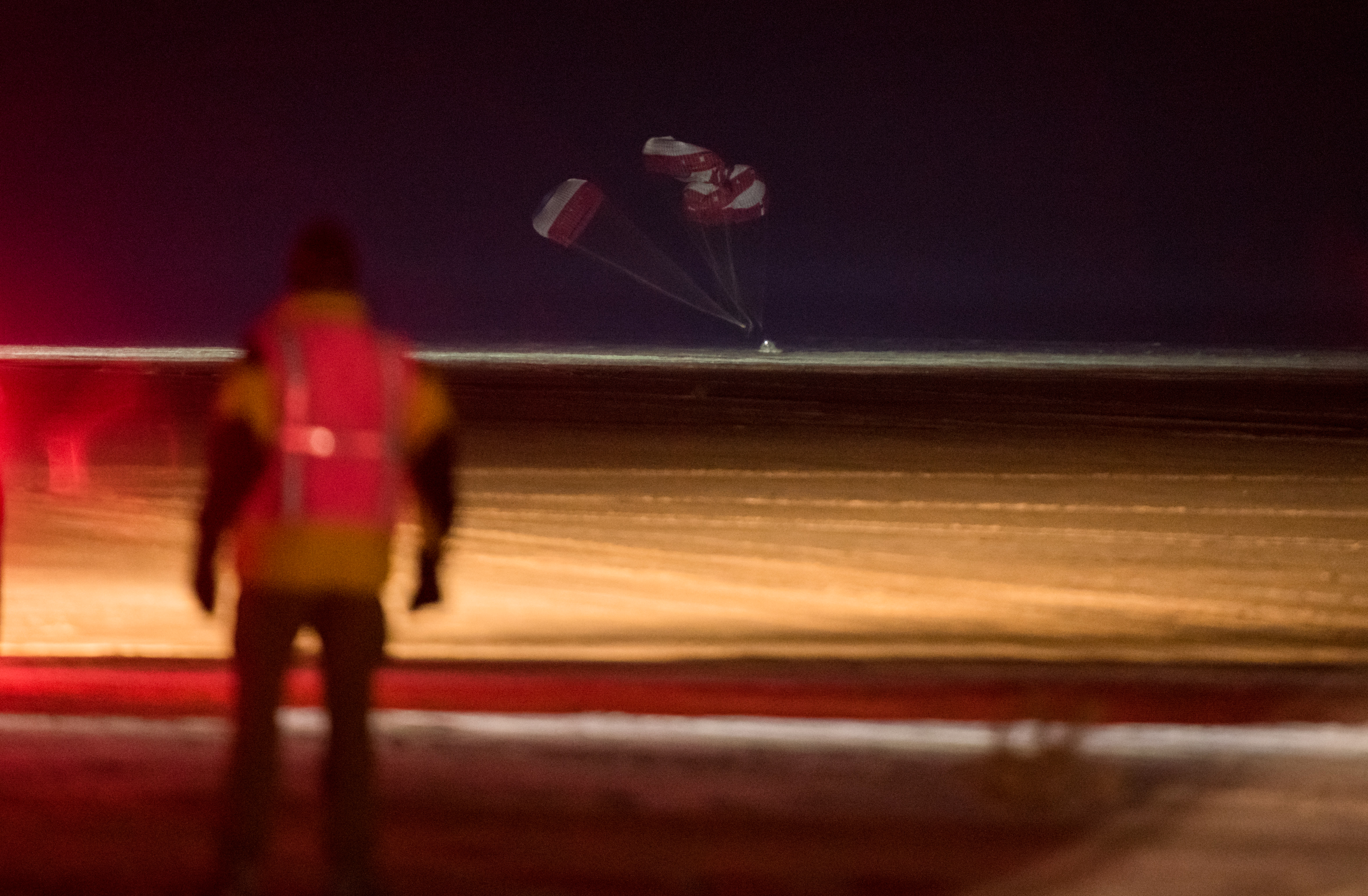

Запуск корабля состоялся 20 декабря 2019 года. По первоначальному плану, автоматическая пристыковка корабля к стыковочному порту IDA-2 на модуле «Гармония» ожидалась 21 декабря 2019. Планировалось, что корабль будет оставаться пристыкованным к МКС в течение восьми дней, после чего, 28 декабря 2019 года, совершив вход в атмосферу, капсула вернется на Землю.
Из-за сбоя полётного компьютера корабля стыковка с МКС была отменена, а его успешная посадка выполнена 22 декабря 2019 года.

## Фотогалерея

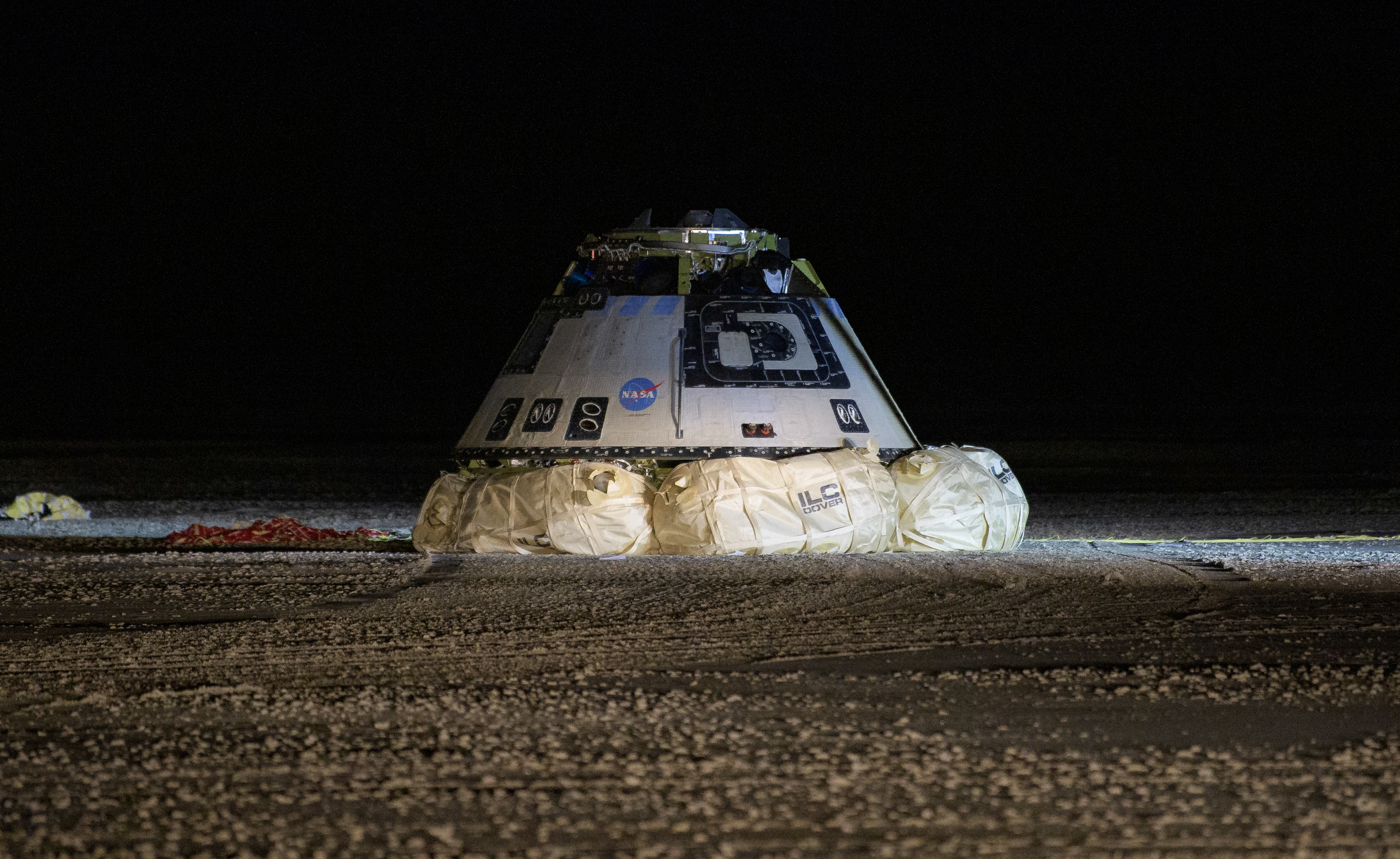
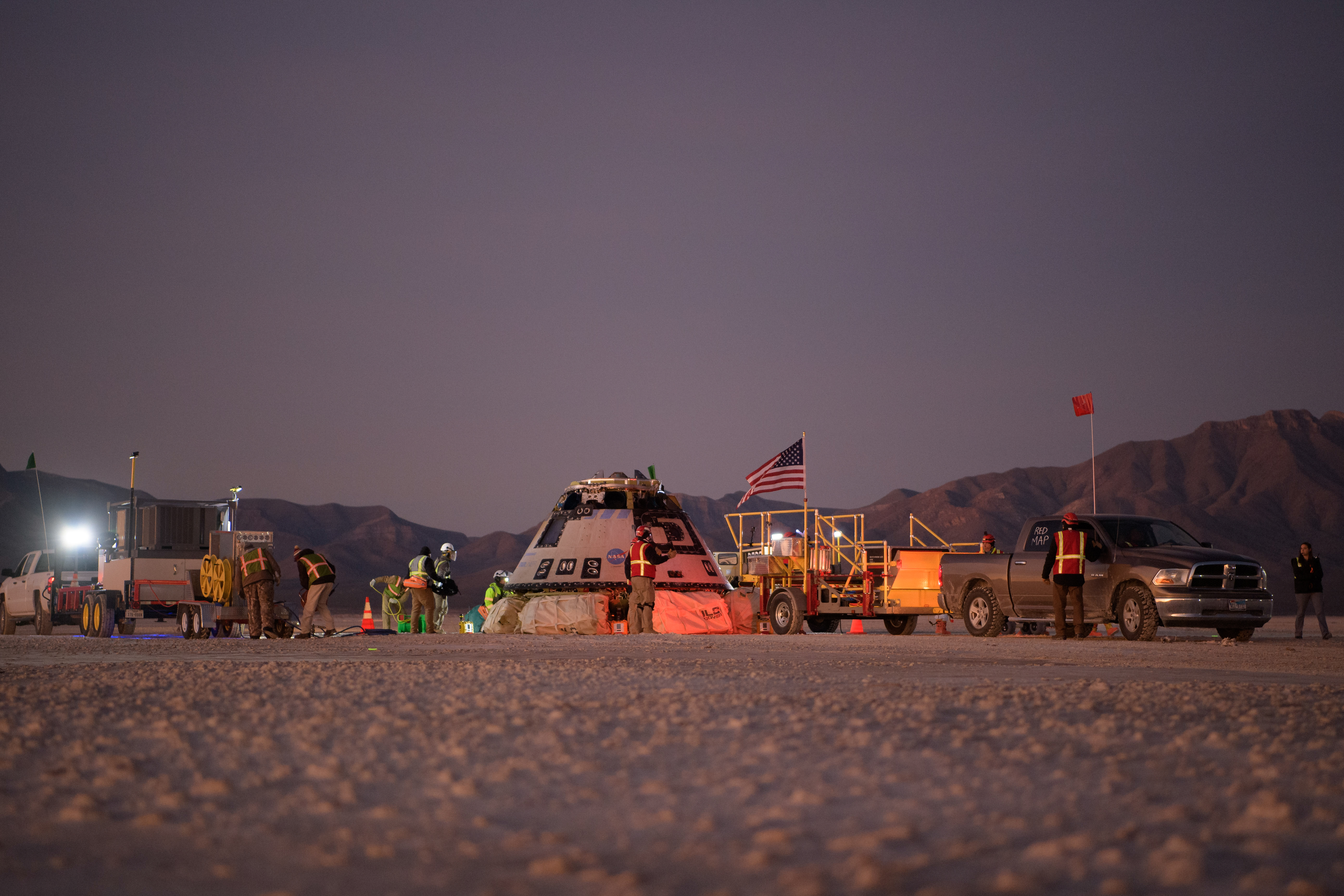
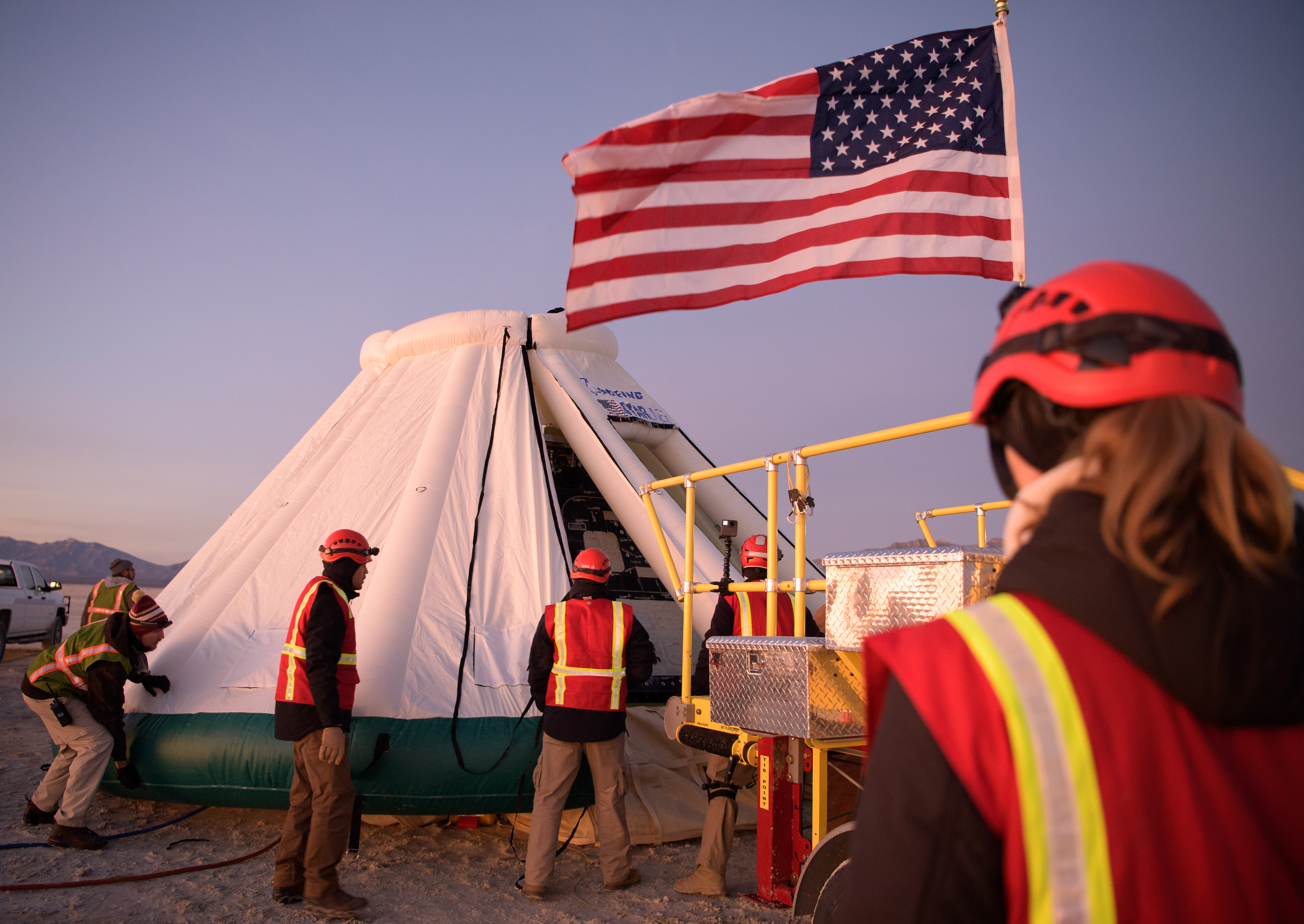

## Задачи
- демонстрация работы на орбите авионики, системы стыковки, систем связи и телеметрии, системы жизнеобеспечения (давление, температура, влажность, и т. п.), солнечных батарей, силовой и двигательной установок корабля;
- демонстрация систем наведения, навигации и управления ракеты-носителя «Атлас-5» и корабля Starliner во время запуска, орбитального полёта и возврата на Землю;
- определить уровень акустической и вибрационной нагрузки на внешние и внутренние компоненты корабля;
- демонстрация отслеживания пускового механизма системы аварийного спасения экипажа;
- демонстрация эксплуатационных характеристик транспортной системы на всех этапах полёта[2].

## Ход миссии

### Запуск
Запуск корабля Starliner ракетой-носителем «Атлас-5» N22 со стартового комплекса SLC-41 на мысе Канаверал состоялся 20 декабря 2019 года в 11:36 UTC. Спустя 15 минут ракета успешно вывела корабль на запланированную суборбитальную траекторию с апогеем 181,5 км и перигеем 72,8 км. После этого, довыведение и закругление орбиты должна была выполнить собственная двигательная установка корабля. Такая траектория выведения корабля выбрана для снижения параметров перегрузки, ощущаемой экипажем в случае аварийного прерывания полёта при будущих запусках. Для данного испытательного полёта система аварийного спасения не была активирована.

### Полётная аномалия

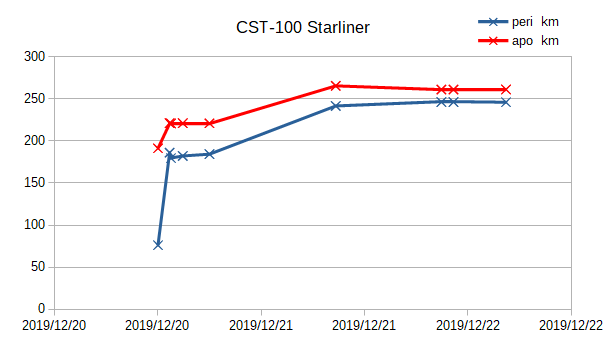
Параметры орбиты корабля на протяжении полёта (данные сайта space-track.com)

40-секундное включение четырёх двигателей сервисного отсека корабля для выхода на орбиту должно было начаться через 31 минуту после старта. Но из-за сбоя часов, которые отсчитывали полётное время, манёвр не состоялся в назначенное время. В то же время, сбой во внутреннем времени корабля привёл к тому, что маневровые ракетные двигатели начали выравнивать положение корабля так, как будто манёвр довыведения на орбиту на самом деле происходил. После того, как аномалию заметили наземные операторы, была выполнена попытка передать на корабль ручные команды через коммуникационные спутники системы TDRS, но небольшой разрыв связи не позволил сделать этого сразу. В дальнейшем корабль был взят под контроль и выведен на стабильную орбиту 216×186 км. Вызванное аномалией незапланированное маневрирование привело к тому, что в баках осталось только около 75 % от количества топлива, необходимого для полноценной миссии, что сделало невозможным дальнейшее сближение со станцией. Руководством NASA и Boeing было принято решение отменить стыковку, приготовится к посадке корабля 22 декабря 2019 года на запланированной территории в Нью-Мексико, выполнить диагностику систем и определить, какая часть задач миссии может быть выполнена пока корабль находится на орбите. Позднее 20 декабря высота орбиты корабля была поднята до 250 км.
На пресс-конференции 21 декабря, представитель компании Boeing сообщил, что полётное часы корабля были запущены до запуска и использовали данные, взятые от ракеты-носителя, но из-за сбоя программного обеспечения время было перенесено некорректно и отличалось от реального на 11 часов. Из-за того, что полётный компьютер думал, что корабль находится в более поздней фазе полётной программы, сразу же после отделения от верхней ступени ракеты-носителя его двигатели начали активное маневрирование, пытаясь вывести корабль в соответствующую позицию. Из-за более продолжительного чем планировалось, чрезмерного использования маневровых двигателей было не только потрачено лишнее топливо, но и повреждены их температурные датчики, начав передавать на Землю сообщения об ошибках. Сами двигатели повреждены не были, что подтвердили дальнейшие тесты. Проблемы со связью с кораблём через спутники TDRS, по всей видимости, были также вызваны неправильной позицией корабля из-за неверного полётного времени.
Специалисты NASA, расследующие причины неполадок при пуске корабля Starliner, обнаружили серьёзные ошибки в ПО корабля, разработанного компанией Boeing.

### Посадка

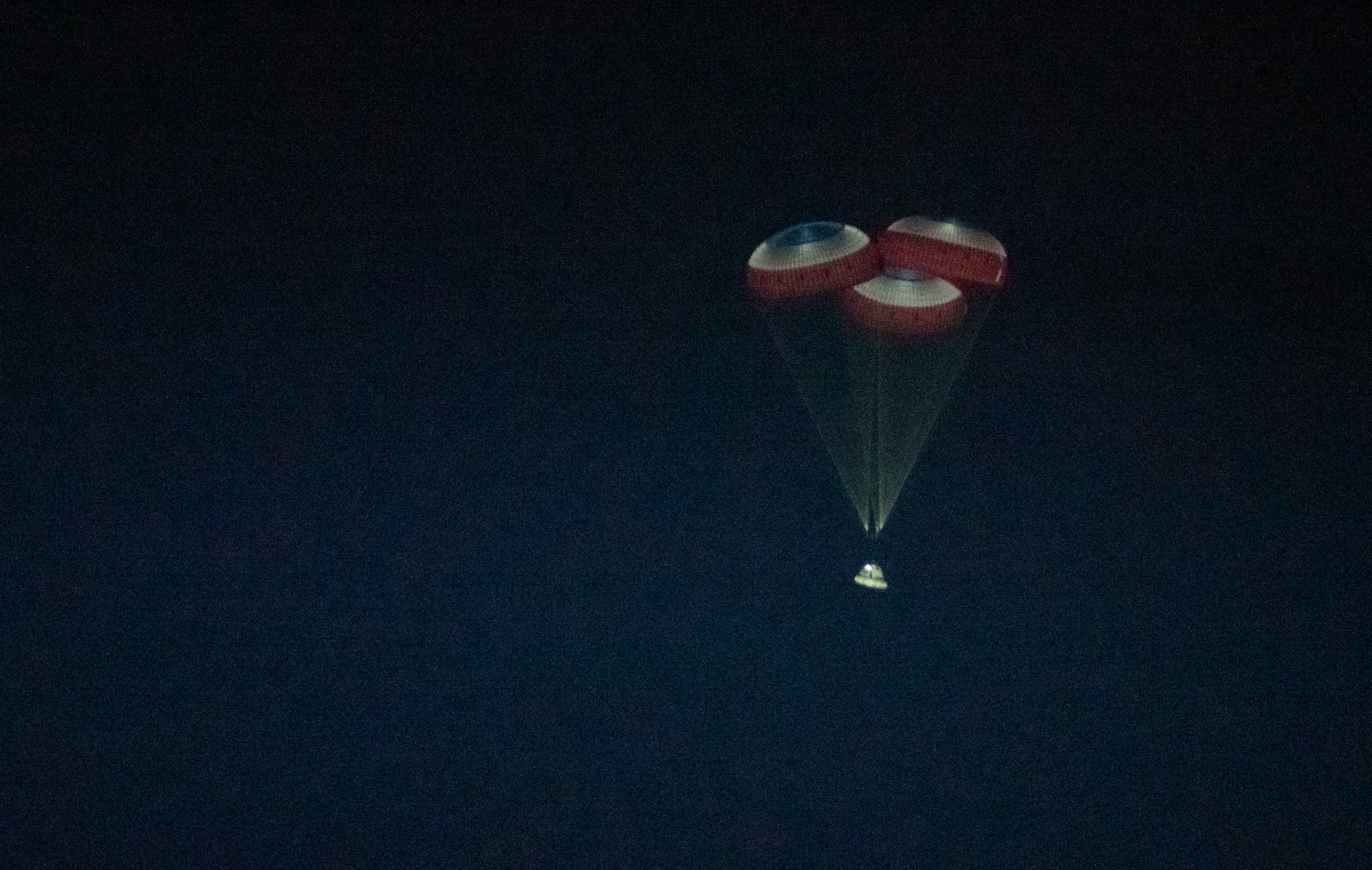
Корабль перед приземлением

Starliner успешно приземлился 22 декабря 2019 года в 12:58 UTC на территории ракетного полигона Уайт-Сендс в штате Нью-Мексико, приблизительно через 35 минут после выполнения манёвра по сходу с орбиты. По словам представителя Boeing на пресс-конференции после посадки, удалось выполнить до 60 % от общего числа задач тестового полёта, после анализа данных это число может вырасти до 85-90 %. Несмотря на то, что согласно контракту с NASA, стыковка с МКС являются обязательными требования испытательного полёта, представители агентства не сообщили, потребуется ли повторный полёт корабля без экипажа.
Данную капсулу планируют использовать повторно для первого пост-сертификационного полёта корабля Starliner к Международной космической станции. Находящаяся на месте посадки астронавт Сунита Уильямс, которая будет командиром экипажа в этой миссии, предложила название «Калипсо» для этой капсулы, в честь исследовательского судна Жака Кусто.

## Полезная нагрузка
Во время первого полета в кабине находится манекен, снабженный многочисленными датчиками. Ему дали имя «Роузи-ракетчица» (Rosie the Rocketeer), по аналогии с созданным в 1943 году художником Норманом Роквеллом образом «Клепальщицы Роузи» (Rosie the Riverter), ставшей символом женщин, занятых в военной промышленности в годы Второй мировой войны. Информация с этих датчиков будет использована для оценки перегрузок. Также планировалось, что корабль доставит на станцию около 270 кг груза, в основном пищу для астронавтов, а кроме того одежду и оборудование.